# Gerardo Melo Mourão
Gerardo Majella Mello Mourão, mais conhecido como Gerardo Mello Mourão, (Ipueiras, 8 de janeiro de 1917 — Rio de Janeiro, 9 de março de 2007) foi um poeta, ficcionista, político, jornalista, tradutor, ensaísta e biógrafo brasileiro, considerado figura-chave tanto da epopeia nacional quanto de toda literatura lusófona. Mello Mourão foi amplamente premiado, chegando a concorrer ao Prêmio Nobel de Literatura por indicação do Universidade do Estado de Nova York.
Suas obras mais famosas são: Invenção do Mar, com a qual venceu o Prêmio Jabuti, e a trilogia Os Peãs. A respeito desta trilogia, Ezra Pound comentou: "Em toda minha obra, o que tentei foi escrever a epopeia da América. Creio que não consegui. Quem o conseguiu foi o poeta de O país dos Mourões". Mourão foi elogiado e reconhecido por nomes como Jorge Luis Borges, Antonio Houaiss, Nélida Piñon, Alfredo Bosi, Dora Ferreira da Silva, Wilson Martins e Antonio Candido. Carlos Drummond de Andrade o definiu como “o grande poeta do Brasil”. Por seu turno, Hélio Pellegrino o classificou como "o nosso Dante".
Sua vida particular foi marcada por inúmeras prisões, dado seu envolvimento com os movimentos ideológicos do século XX. Na sua juventude, aderiu ao integralismo e, mais tarde, foi acusado de colaborar com o comunismo. Durante a ditadura de Getúlio Vargas, Mello Mourão foi preso 18 vezes. Já no período da ditadura militar brasileira, foi levado à inquérito e torturado, dessa vez sob acusação de contribuição com os comunistas. Religiosamente, se considerava um "católico tridentino", rejeitava a missa nova e afirmava estar a pouca distância da Fraternidade Sacerdotal de São Pio X, de Dom Marcel Lefebvre.

## Biografia
Mello Mourão teve uma infância pobre na cidade de Crateús, onde testemunhou diversos assassinatos promovidos em disputas de cangaceiros. Lá assistiu à passagem da Coluna Prestes. Mourão não conheceu seu pai, morto antes de seu nascimento. Por conta do ambiente hostil de sua região, seus tios maternos aconselharam sua mãe a levá-lo para uma cidade na qual pudesse estudar. Assim ele se mudou, aos sete anos, para Ipiabas. Essa experiência de infância marcou grande parte de sua obra poética, como podemos constatar em O País dos Mourões. 

“Iam caindo: à esquerda e à direita iam caindo;

Alexandre e Francisco, meus bisavós tombaram,

o primeiro com sua farda de gala, seus botões de ouro

e sua patente de coronel

e o outro com sua barba nunca mais alisada e sua bengala

de castão de ouro.

Antes, caíam hierárquicos e cronológicos:

Manuel Martins Chaves na prisão do Limoeiro,

Ana, Eufrosina e Úrsula Mourão, da Canabrava dos Mourões,

em suas camarinhas cheias de santos,

Antônio, com seus bordados de general nos campos do Paraguai,

um picado de cobra, outro sangrado a punhal, outro varado à bala, outro 
de maleita,
 
à esquerda e à direita foram todos caindo,
 
primeiro os que já eram lenda na memória dos velhos,
 
depois os avós de meus avós,
 
porque antes tombavam hierárquicos e cronológicos.

 
Foi assim que tombou, ao lado de seu rifle,
 
o Coronel José de Barros Mello, chamado "O Cascavel", meu tetravô,
 
e depois o Major Galdino, entre seu bacamarte e suas gaiolas de pássaros, depois, meu outro avô, o capitão de cenho espesso sobre a tribo

ao talhe de seu tronco frondejando

a cabeça de Mellos e Mourões.

A esquerda e à direita iam tombando,
 
Úrsula, Francisca e tantas outras,
 
até cair meu pai.
 
”

— As Peãs, Os País dos Mourões
Aos 11 anos ingressou no Seminário dos Redentoristas holandeses, em Congonhas do Campo (MG), e, aos 17 anos, tomou o hábito de Santo Afonso de Ligório (fundador daquela Ordem), no Convento da Glória, em Juiz de Fora. Poliglota, aprendeu línguas vivas e deu vida a línguas mortas. Além do Latim e do Grego, o Holandês, o Alemão, o Francês, o Italiano, o Inglês e o Espanhol. Deixou o convento e ingressou em curso de Direito, que abandonou posteriormente, antes da conclusão.

Formou junto com Abdias do Nascimento, Godofredo Iommi, Efrain Bo, Raul Young e Napoleón López uma aliança poética chamada La Santa Hermandad de la Orquídea. Tinham como maior inspiração o escritor italiano Dante e, por isso, adotaram o lema: “Ou Dante ou nada”. Em 1940, "os orquídeas" iniciaram sua jornada pela Amazônia passando por todos os tipos de dificuldades físicas e econômicas, de acordo com o que foi registrado por Juan Raúl Young, em uma carta de 1978 endereçada a Abdias, na qual resgata suas memórias desta viagem:

Citação: Em nosso tempo livre, Godô (Godofredo Iommi) lia para nós A Divina Comédia, escrita em italiano antigo. Godô leu, traduziu e fez sua interpretação existencialista, que era a filosofia que nos formava na época, e com ela interpretamos (A Divina Comédia) como uma jornada ontológica, ou seja, como a construção do ser de Dante.

### Militância e prisões
Influenciado por Tristão de Athayde, filiou-se à Ação Integralista Brasileira, e passou a dedicar-se ao jornalismo e a dar aulas em colégios. O envolvimento com o integralismo o fez ser preso inúmeras vezes entre 1938 e 1945, ano do fim do Estado Novo. Em 1942, acusado de colaborar com nazistas, foi condenado à morte, depois à prisão perpétua, pena reduzida a 30 anos de prisão, dos quais cumpriu menos de seis.
Duas vezes deputado federal, eleito por Alagoas, teve seus direitos políticos cassados em 1969 pelo Regime Militar. Foi preso um total de dezoito vezes, durante as ditaduras de Getúlio Vargas e de 1964-1985. Numa delas, ficou no cárcere cinco anos e dez meses (1942–1948). Em 1968 foi novamente preso, acusado dessa vez de comunismo pelo AI-5 no período da ditadura militar; nessa ocasião divide cela com nomes como Zuenir Ventura, Ziraldo, Hélio Pellegrino e Osvaldo Peralva.
Em artigo de 1995, Gerardo negou qualquer relação do integralismo com o fascismo e o nazismo, defendendo-o como um movimento inspirado nos pensadores nacionais e na doutrina social da Igreja. Na ocasião, propôs a criação do “ano Plínio Salgado”. Em entrevista ao Pasquim, afirmou que, na cadeia, durante a Era Vergas, deu-se conta “da monstruosidade que era o fascismo”. No documentário “Soldado de Deus” (2004), dirigido por Sérgio Sanz, Mourão declarou que saiu do integralismo no período em que esteve preso pelo Estado Novo de Getúlio Vargas, afirmando contundentemente, que "foi" integralista e há muito já havia abandonado o movimento. Contudo, desde 1959, havia sido um dos dirigentes em Alagoas do sucessor do movimento integralista, o Partido de Representação Popular. Na opinião de Rodrigo Christofoletti, “merece destaque a sua obstinação em defender o movimento [integralista], mesmo em momentos adversos”.

### Vida Profissional
Após exilar-se no Chile, retornou ao país em 1966, onde ingressou o Movimento Democrático Brasileiro, partido de oposição ao regime militar. Reassumiu no mesmo ano seu mandato na Câmara dos Deputados. Em outubro de 1969, teve seus direitos políticos cassados por meio do Ato Institucional nº 5. Na década de 1980, foi presidente da Rio Arte e secretário de Cultura do Estado do Rio, além de correspondente da Folha de S. Paulo em Pequim entre 1980 e 1982.
Em reconhecimento a sua obra poética, foi distinguido em 1993 com o título de Doutor Honoris Causa pela Universidade Federal do Ceará. Em 1996 laureado com a "Sereia de Ouro", do Sistema Verdes Mares. Foi eleito em 1997 "O Poeta do Século XX" pela Guilda Órfica, uma antiga irmandade secular de poetas.
Morreu em 2007, aos 90 anos, após passar meses internado na Casa de Saúde São José, em Humaitá, Zona Sul do Rio de Janeiro. Tinha problemas respiratórios e cardíacos e faleceu devido a falência múltipla de órgãos. O velório decorreu na capela do próprio hospital, ocorrendo o enterro no Cemitério São João Batista, em Botafogo. Mourão teve 3 filhos, dentre eles o artista plástico Tunga, falecido em 2016 após uma batalha contra um câncer na garganta.

## Estilo
De acordo com Scudeller, a obra Os Peãs, pode ser classificada como um experimento poético, inserido num gênero de expressão lírica. A poesia de Gerardo Mello Mourão é caracterizada pelo constante diálogo com elementos do cânone ocidental vinculados à epopeia, na linha de Ezra Pound, Fernando Pessoa e Walt Whitman. Todavia a obra não pode ser classificada estritamente épica, pois não faz uso da forma normativa das epopeias clássicas. Daí surge o caráter fundamentalmente moderno da poesia de Mourão. O crítico Wilson Martins, sobre seu livro “Cânon & Fuga”, tece o seguinte comentário: “Na temática, ele renova a poesia amorosa, desmitifica a sentimental e, na técnica, reestrutura o soneto clássico sem destruí-lo. A reflexão filosófica ou humanística condiciona-lhe a forma de ver o mundo e os seus enigmas, entre outros o da nossa própria existência”.

## Obra
- Poesia do homem só (Rio de Janeiro: Ariel Editora, 1938)
- Mustafá Kemel (1938)
- Do Destino do Espírito (1941)
- Argentina (1942)
- Cabo das Tormentas (Edições do Atril, 1950)
- Três Pavanas (São Paulo: GRD, 1961)
- O País dos Mourões (São Paulo: GRD, 1963)
- Dossiê da destruição (São Paulo: GRD, 1966)
- Frei e Chile num continente ocupado (Rio de Janeiro: Tempo Brasileiro, 1966)
- Peripécia de Gerardo (São Paulo: Paz e Terra, 1972) [Prêmio Mário de Andrade de 1972]
- Astro de Apolo (São Paulo: GRD, 1977)
- O Canto de Amor e Morte do Porta-estandarte Cristóvão Rilke [tradução] (1977)
- Pierro della Francesca ou as Vizinhas Chilenas: Contos (São Paulo: GRD, 1979)
- Os Peãs (Rio de Janeiro: Record, 1982)
- A invenção do saber (São Paulo: Paz e Terra, 1983)
- Valete de Espadas (Rio de Janeiro: Guanabara, 1986)
- O Poema, de Parmênides [tradução] (in Caderno Lilás, Secretaria de Cultura da Prefeitura do Rio de Janeiro: Caderno Rio-Arte. Ano 2, nr. 5, 1986)
- Suzana-3 - Elegia e inventário (São Paulo: GRD, 1994)[21]
- Invenção do Mar: Carmen sæculare (Rio de Janeiro: Record, 1997),[22] Prêmio Jabuti 1999[23]
- Cânon & fuga (Rio de Janeiro: Record, 1999)[24]
- Um Senador de Pernambuco: Breve Memória de Antônio de Barros Carvalho (Rio de Janeiro: Topbooks, 1999)[25]
- O Bêbado de Deus (São Paulo: Green Forest do Brasil, 2000)[26]
- Os Olhos do Gato & O Retoque Inacabado (2002)
- O sagrado e o profano (Florianópolis: Museu/Arquivo da Poesia Manuscrita, 2002)
- Algumas Partituras (Rio de Janeiro: Topbooks, 2002)[21]
- O Nome de Deus [Obra póstuma] (in: Confraria 2 anos, 2007)